# ドナルドとゴリラ
『ドナルドとゴリラ』（原題：Donald Duck and the Gorilla）は、ウォルト・ディズニー・プロダクション（現：ウォルト・ディズニー・カンパニー）が製作した1944年3月31日公開のアニメーション短編映画作品。ドナルドダック・シリーズの第50作である。

## あらすじ
嵐の夜、ドナルドとその甥ヒューイ、デューイ、ルーイは動物園を脱出した ゴリラ についての放送を聞くまでラジオを聴いている。
ヒューイ、デューイ、ルーイは恐怖に身を寄せ、ドナルドは彼らを笑う。いたずらとして、ドナルドはゴリラの手で甥を怖がらせ、まるでアヤックスのように見せてしまう。ヒューイ、デューイ、ルーイは鍵穴からドナルドを見て、伯父に復讐するために、ゴリラのスーツを着て、アームチェア（ドナルドがおとぎ話の本を読むために座っていた）でドナルドの下に横たわり、ドナルドが気づいていない間のドナルドのロリポップをかじる。ドナルドは歯ごたえのある音を聞いて、ロリポップのコスチュームの鋭い歯が残した跡を発見し、恐怖で青ざめた偽のゴリラを見つめ、逃げ出す。ヒューイ、デューイ、ルーイはスーツの中から飛び出し、ヒステリックに笑う。
しかし、この間、本物のゴリラは彼らの家に侵入していることに気づく。その後、アヤックスは巨大な咆哮を放ち、ヒューイ、デューイ、ルーイはまだスーツを着たまま逃げる。傘の下の花瓶に隠れていたドナルドは、彼らと彼らの変装したゴリラのスーツを見つけ、怒って追いかける。 アヤックスが彼らの前に現れ、トリプレットは逃げるが、ドナルドは一時的にアヤックスが変装したトリプレットであると想定し、顔をつかんで「変装」を取り除いてから見つける。ドナルドがアヤックスが偽のゴリラではないことに気付いたとき（口を開けて呼びかけた後）、アヤックスは彼に向かって咆哮し、ブリッケンリッジが野生動物をまっすぐに見れば習得できると言うまで、ドナルドはほとんど気絶してしまう。ドナルドはアヤックスの目をじっと見つめる。しかし、彼は生徒が「ここに死んだアヒルがいる」と書かれた墓石を形成しているのを見る。アヤックスがドナルドを生きたまま食べようとしているとき、ドナルドは傘をアヤックスの口に押し込んで逃げ出す。
その後、ドナルドと彼の甥は、アヤックスを探すために静かにつま先立ちで離れて示し、そのうちの1人が誤ってドナルドの後ろにろうそくのワックスをこぼし、後でドナルドの背中を燃やしてしまう。ドナルドの頭は一時的に沸騰したやかんに変わり、彼は怒ってトリプレットを追い払い、ろうそくの炎を無意識のうちに持っていたためにドアノブで手を焼いた。その後、ドナルドは自分でアヤックスを探し、残念ながら頭に立っていたゴリラと道を渡り、ドナルドは尻尾の羽が彼をほのめかすまで彼の存在に気づかず、アヤックスはドナルドを追いかけ始める。
アヤックスはドナルドを家の中を追いかけ、柱をこすり落としたり、ドナルドがアヤックスをだまして階段の端にあるはしごを駆け上がった後、天井から寝室にぶつかったり、木の板を破壊したりするなど、家に大混乱を引き起こした。本当に長いテーブル。アヤックスはテーブルを押してドナルドを押しつぶそうとし、次にドナルドの尻尾を噛もうとするが、それは彼の目を突くものだ。これらすべての中で、ブリッケンリッジの助けを借りて、甥はアヤックスを止めようとして催涙ガスを使用し、アヤックスを首尾よく鎮圧するが、ドナルドにも影響を及ぼす。涙を流しながら、アヤックスとドナルドは互いに慰め合い、泣き出す。

## スタッフ
- 製作：ウォルト・ディズニー
- 監督：ジャック・キング

## キャスト
| キャラクター   | 原語版               | 旧吹き替え版 | 新吹き替え版 |
| -------------- | -------------------- | ------------ | ------------ |
| ドナルドダック | クラレンス・ナッシュ | 関時男       | 山寺宏一     |
| ヒューイ       | クラレンス・ナッシュ | 土井美加     | 坂本千夏     |
| デューイ       | クラレンス・ナッシュ | 後藤真寿美   | 坂本千夏     |
| ルーイ         | クラレンス・ナッシュ | 下川久美子   | 坂本千夏     |
| ラジオの声     | ?                    | 関時男       | ?            |
| ナレーター     | -                    | 江原正士     | -            |

## 日本での公開

### 収録
- 『ドナルドダック・クロニクル Vol.2 限定保存版』（DVD、ブエナ・ビスタ・ホーム・エンターテイメント、新吹き替え版）